# Шехтель, Фёдор Осипович
Фёдор О́сипович Ше́хтель (Франц-Альберт Шехтель, нем. Franz Albert Schechtel; 26 июля (7 августа) 1859, Санкт-Петербург — 7 июля 1926, Москва) — русский архитектор, живописец и график, сценограф. Один из наиболее ярких представителей стиля модерн в русском и европейском зодчестве, принадлежит к числу крупнейших зодчих рубежа XIX—XX столетий. Кавалер орденов Св. Анны и Св. Станислава. Являясь прославленным русским зодчим, Шехтель так и не получил диплом архитектора.

## Биография

### Происхождение и ранние годы
Будущий архитектор происходил из семьи колонистов из Эльзаса, прибывших в июне 1766 года в колонию Шукк. В 1820-х годах дед Ф. О. Шехтеля перебрался в Саратов. Шехтели торговали вином, золотыми и серебряными изделиями, табаком, различным мануфактурным товаром. Представители семьи пользовались в Саратове большим уважением, им принадлежало несколько магазинов и домовладений, гостиница, ткацкая фабрика и крахмальный завод. Магазины Шехтелей были также в Красноярске, Енисейске, Москве, Нижнем Новгороде и Санкт-Петербурге. Основы процветания Шехтелей заложил дед будущего зодчего, Осип Осипович, его дело продолжили пятеро сыновей — Франц, Антон, Иван, Алоиз и Осип, состоявших по завещанию «в нераздельном капитале».
Старший из сыновей Осипа Шехтеля, купец 1-й гильдии Франц Осипович Шехтель, играл заметную роль в общественной жизни Саратова. В 1840 году он стал одним из основателей первого в городе литературно-музыкального купеческого кружка — Немецкого танцевального клуба; в 1858 году выступил учредителем саратовского Коммерческого клуба; наконец, в 1859 году Ф. О. Шехтель устроил в своём загородном саду увеселительный сад «Тиволи» и построил в нём деревянный летний театр с партером и ложами. Театр, впоследствии неоднократно горевший и перестраивавшийся, положил начало истории Саратовского академического театра драмы, здание которого стоит в настоящее время на месте небольшого деревянного театра Франца Шехтеля.
Младший из братьев — отец будущего архитектора Осип (Иосиф) Осипович Шехтель — в середине 1840-х годов был послан на учёбу в Санкт-Петербург, где в 1857 году окончил Технологический институт. В 1855 году инженер-технолог О. О. Шехтель женился на происходившей из петербургской купеческой семьи Дарье Карловне (Розалии Доротее) Гетлиб. 26 июля (7 августа) 1859 года у них родился сын Франц-Альберт (будущий Фёдор) Шехтель. Здесь же родились старший брат архитектора Осип (1858) и сёстры Александра (1860), Юлия (1862) и Мария (1863). 27 сентября (9 октября) 1859 года Франц-Альберт (или, как его звали в семье — Адя) был крещён в католическую веру в церкви Святой Екатерины.
Принятию О. О. Шехтелем решения о переезде с семьёй из Санкт-Петербурга в Саратов способствовал, видимо, его старший брат Франц. Общее дело братьев требовало постоянного внимания, а Франц Осипович тяжело болел, других братьев — Антона, Ивана и Алоиза, уже не было в живых. К тому же в городе вот-вот должен был открыться новый каменный Городской театр, и Ф. О. Шехтель опасался потерять зрителей в своём загородном деревянном театре. Осенью 1865 года Городская дума передала Городской театр в аренду на пять лет О. О. Шехтелю, так как из всех претендентов он предложил наиболее выгодные для города условия. Вероятно, свою роль в принятии положительного решения сыграла известность его брата на театральном поприще, а также мнение гласного Городской думы Т. Е. Жегина, женатого на дочери Ф. О. Шехтеля. Семья Шехтеля прибыла на постоянное жительство в Саратов в феврале 1866 года, когда будущему архитектору Фёдору Шехтелю было шесть лет.
Несмотря на неопытность Шехтеля-антрепренёра, за следующий после переезда в Саратов год в театре было поставлено 35 спектаклей, 20 из которых были премьерами. Спектакли имели успех у публики, положительно оценивались критиками, а декорации и костюмы отличались «вкусом и возможною роскошью». В феврале 1867 года О. О. Шехтель простудился в театре и в конце месяца скоропостижно скончался. Опекунство над семьёй брата и антрепризу в театре поначалу взял на себя Ф. О. Шехтель, однако и он спустя два месяца умер от продолжительной болезни. После смерти Ф. О. Шехтеля остались запутанные торговые дела и долги, чему способствовали привычка купца «жить на широкую ногу», а также неудачи, постигшие в бизнесе средних братьев. Так как братья были в «нераздельном капитале», оставшаяся без кормильца семья будущего архитектора осталась без средств к существованию, а большая часть имущества была продана с торгов для погашения задолженности. При этом, у нигде не работавшей Д. К. Шехтель находилось на иждивении шестеро детей (летом 1867 года, уже после смерти супруга, она родила сына Виктора Иоанна). Материальное положение семьи было настолько тяжёлым, что Дарья Карловна отдала двухлетнего Виктора-Иоанна в семью проживавшего в столице статского советника Ф. К. Дейча, фамилию которого он впоследствии принял. Старший сын Осип был определён в Мариинскую земледельческую школу в Николаевском городке; старшая дочь, Ольга, вероятно также росла в чужой семье; младшие дети, в том числе Франц-Альберт, продолжали жить с матерью в описанном за долги доме, где получали домашнее образование.

### Годы учёбы в Саратове
В 1871 году Д. К. Шехтель по протекции Т. Е. Жегина уехала в Москву, где устроилась экономкой в дом П. М. Третьякова, с которым Жегин поддерживал не только деловые, но и тесные дружеские отношения. Дочь Третьякова, В. П. Зилоти, вспоминала о Т. Е. Жегине: «Не помню за всё своё детство, чтобы мой отец так тепло и нежно относился к кому-нибудь из своих друзей». Семья Жегиных, у которых к этому времени уже находились на попечении дети Алоиза Осиповича, а также жила вдова Франца Осиповича, взяла на себя заботу о воспитании детей Осипа Осиповича. Франц Альберт рос с момента отъезда матери вместе с дочерьми Т. Е. Жегина, приходившимися ему двоюродными племянницами. Одна из дочерей, Наталья, много позднее стала женой архитектора.
Осенью 1871 года Франц Альберт Шехтель сдал вступительный экзамен и был зачислен во второй класс Саратовской мужской гимназии — единственного в городе учебного заведения, дававшего среднее образование и право без экзаменов поступить в Казанский университет. Плату за обучение Франца и его сестёр, вероятно, внёс Т. Е. Жегин. Учился юный Шехтель довольно посредственно, имея приличные баллы лишь по чистописанию, рисованию и черчению. Эти предметы преподавал в гимназии А. С. Годин, у которого несколькими годами ранее учился «технике рисования с натуры» сын командующего Саратовским губернским батальоном Миша Врубель. За недостаточные знания по арифметике и латинскому языку Шехтель был оставлен на второй год. Следующий учебный год стал для Шехтеля более успешным: он получил «отлично» по священной истории, «хорошо» по русскому языку, «удовлетворительно» по остальным предметам и был переведён в третий гимназический класс.
26 августа 1873 года Франц Шехтель стал одним из 43 «казённокоштных» воспитанников Приготовительного училища местной Тираспольской римско-католической епархиальной семинарии. Семинария была открыта в Саратове в 1856 году для подготовки детей колонистов в священнослужители новой тираспольской католической епархии. Воспитанники училища жили в стенах семинарии постоянно. В конце 1873 года скончался попечитель Шехтеля Т. Е. Жегин, однако Франц Альберт продолжал обучение вплоть до 20 июля 1875 года, получив Свидетельство об окончании полного курса подготовительного училища.

### Переезд в Москву и начало творческого пути
Летом 1875 года в Москву вместе с детьми переехала вдова Жегина и двоюродная сестра Шехтеля Екатерина Францевна. Вероятно, вместе с ней в это же время в Москву перебрался и шестнадцатилетний Франц Альберт. Шехтель поселился вместе с матерью в доме П. М. Третьякова, который принял на себя заботу о воспитании будущего архитектора.
Вскоре по прибытии в Москву Шехтель начал работать в мастерской видного архитектора А. С. Каминского, с которым познакомился, вероятно, в доме Третьяковых (Каминский был женат на сестре братьев Третьяковых). Сооружения, возведённые по проектам Каминского, во многом сформировали облик Москвы второй половины XIX века. Знаток русского и западного средневековых стилей, хороший акварелист, яркий мастер эклектики, Каминский, вероятно, сыграл большую роль в судьбе Шехтеля и оказал определённое влияние на развитие его архитектурного таланта. В соавторстве с Каминским Шехтель летом 1875 года исполнил в русском стиле конкурсный проект фасада здания Исторического музея (осуществлён по другому проекту). Много позднее Ф. О. Шехтель разместил этот проект на первой странице альбома своих архитектурных работ. Исследователь жизни и творчества Шехтеля Е. И. Кириченко подчёркивает принципиальное значение его причастности к проектированию Исторического музея для установления начальной даты занятий Ф. О. Шехтеля архитектурой, однако называет эту работу начинающего архитектора в целом «художественно беспомощной», а формы здания «чудовищными» и «громоздкими». Этим же годом датирован заказанный П. В. Щаповым А. С. Каминскому проект особняка на Немецкой улице, строительство которого позднее осуществлялось Ф. О. Шехтелем. Существуют также мнение о проектировании особняка Щапова самостоятельно Шехтелем, косвенными доказательствами чего служит включение этого проекта в список построек Шехтеля, составленный им самим, а также характер графики и техника чертежа, не свойственные А. С. Каминскому. Шехтель продолжал работать вместе с Каминским более десяти лет — до прекращения архитектурно-проектной деятельности Каминского в 1887 году.
В 1875 году Ф. Шехтель поступил на архитектурное отделение Московского училища живописи, ваяния и зодчества на курс Д. Н. Чичагова. Позднее Шехтель вспоминал:
Профессии не выбирал — было решено давно: конечно же архитектурное отделение Училища живописи, ваяния и зодчества.
Шехтель учился в научном, рисовальном, живописном и архитектурном классах училища вместе с Исааком Левитаном и Николаем Чеховым. С последним у Шехтеля завязалась тесная дружба, продолжавшаяся до самой смерти Н. Чехова в 1889 году. Младший брат Чехова, Михаил, вспоминал:
Ещё будучи совсем молоденьким учеником, посещавшим архитектурные классы, Шехтель часто приходил к нам в 1877 г., когда мы были особенно бедны. Стоило только нашей матери сказать, что у неё нет дров, как он и его товарищ Хемус уже приносили ей под мышками по паре здоровенных поленьев, украденных ими  из чужого штабеля по пути.
1 сентября 1878 года Шехтель был отчислен из училища с формулировкой «за плохую посещаемость». Вероятно, одной из причин частых прогулов занятий стала болезнь матери, которая в том же году по состоянию здоровья оставила работу у Третьяковых. С этого времени Франц-Альберт был вынужден самостоятельно зарабатывать на жизнь и заботиться о больной матери.
К 1878—1879 годам относится знакомство Франца Шехтеля с братом своего товарища Антоном Чеховым. Это знакомство переросло позднее в крепкую дружбу. Позднее Антон Павлович представлял Шехтеля начинающим авторам как прекрасного рисовальщика и виньетиста, называл «талантливейшим из всех архитекторов мира».

### Ранний период творчества (1880-е — начало 1890-х годов)
Отличительной чертой периода 1880-х — начала 1890-х годов в творческой жизни Ф. О. Шехтеля является многообразие направлений его деятельности. Архитектурная практика в эти годы была не единственным его занятием. Второй наряду с архитектурой основной областью применения творческих сил молодого Шехтеля являлось создание декораций и костюмов для театральных постановок и народных гуляний, а также проектирование временных сооружений для городских парков. Третья область деятельности Шехтеля в это время — работа в качестве художника-оформителя, виньетиста и рисовальщика.
По мнению Е. И. Кириченко, 1882—1883 годы стали поворотным рубежом в биографии Шехтеля-архитектора: с этого времени он приступил к самостоятельной архитектурной практике, начал подписывать проекты собственным именем и лично наблюдать за их реализацией. В данный период стал формироваться собственный творческий метод Шехтеля, определились его художественные интересы, сложился круг основных заказчиков.
Преобладающее место в раннем архитектурном творчестве Шехтеля занимало проектирование частных домов и загородных усадеб. Многие стилевые и пространственно-планировочные находки тех лет были позднее использованы архитектором при проектировании городских особняков. Большинство ранних архитектурных проектов осуществлены Шехтелем за пределами Москвы, что было связано с отсутствием у него диплома о законченном профессиональном образовании. Вероятно, по рекомендации А. С. Каминского, который с конца 1850-х годов осуществлял проектирование пристанционных сооружений различных железных дорог, Шехтель был приглашён для обновления усадеб семьи железнодорожных магнатов Дервизов в Рязанской губернии — в Сохе, Старожилове, Кирицах и Дягилеве. Крупные архитектурные ансамбли усадеб «Соха» и «Кирицы» с парками и многочисленными постройками были возведены по проектам Ф. Шехтеля фактически заново. Ко второй крупной группе заказов тех лет относятся проекты выполненные для представителей династии Морозовых, знакомству с которыми Шехтель также, вероятно, обязан А. С. Каминскому. Для С. Т. Морозова на реке Киржач была сооружена деревянная дача в русском стиле, а по заказу главы торгового дома «Викула Морозов и сыновья» В. Е. Морозова была радикально перестроена усадьба в подмосковном Одинцове-Архангельском. В конце 1880-х — начале 1890-х годов по проектам Шехтеля были осуществлены также две усадебных постройки в селе Великом Ярославской губернии — дом А. А. Локалова и П. Д. Иродова, деревянный загородный дом В. А. Шилова в Пруссах Московской губернии, усадьба князя Л. С. Голицына в Судаке и винные склады в имении Г. К. Ушкова в Форосе. Построенный в тот период первый из собственных домов Шехтеля на Петербургском шоссе, 20, тоже находился за официальной городской чертой, а по композиции и характеру планировки представлял собой небольшую загородную усадьбу. В пределах Москвы в эти годы по проектам Шехтеля были сооружены два небольших деловых здания — торговые дома С. В. Пенского и А. А. Левенсона, дом и службы купца А. В. Степанова на Долгоруковской улице, новый корпус во владении С. П. фон Дервиза на Садовой-Черногрязской улице, постройки во владении М. С. Кузнецова на Первой Мещанской улице, осуществлён ряд других работ.
Существенное место в начале творческого пути Ф. О. Шехтеля занимало также проектирование церковных построек. Так, в 1887 году Шехтель по просьбе дяди А. П. Чехова выполнил проект часовни при Михайловской церкви в Таганроге, в следующем году оформил интерьер усыпальницы Лялиных в Даниловом монастыре, возвёл часовню-памятник Т. С. Морозову на Рогожском кладбище. В начале 1890-х годов по проектам Шехтеля была установлена железная сень над фамильным участком Морозовых на Рогожском кладбище, а также возведена часовня со сторожкой при Соборе Святых Петра и Павла.
Обучению и развитию профессионального мастерства начинающего архитектора способствовало продолжение работы с А. С. Каминским, а также сотрудничество с ещё двумя крупными московскими зодчими того времени — К. В. Терским и Д. Н. Чичаговым. Вместе с Каминским, Терским и Чичаговым в 1884—1887 годах Шехтель участвовал в застройке обширного владения Глебовых-Стрешневых на углу Большой Никитской улицы с Малым Кисловским переулком. По проекту К. В. Терского на участке было построено здание театра Георга Парадиза (ныне театр им. Вл. Маяковского), лицевой фасад которого был выполнен по чертежам Шехтеля. Работая помощником К. В. Терского в 1884—1886 годах, Шехтель принял также участие в подготовке проекта здания Московской городской думы. В письме А. П. Чехову Шехтель восторженно писал:
Ура!!! из московских новостей, конечно, самая главная та, что наш проект думы принят. Ура!!!
Проект Терского получил на проведённом городской думой конкурсе первую премию, однако при начале строительства предпочтение было отдано проекту Д. Н. Чичагова.
Параллельно архитектурному проектированию активно развивалась деятельность Шехтеля в качестве театрального художника. В 1882 году он поступил на службу к известному антрепренёру М. В. Лентовскому, который в своё время начинал театральную карьеру в Саратове в летнем театре Ф. О. Шехтеля (дяди архитектора). Первой работой Шехтеля с Лентовским стало участие во Всероссийской художественно-промышленной выставке на Ходынском поле, в ходе подготовки которой он занимался оформлением различных киосков и отдельных выставочных павильонов. В том же году Шехтель приспособил для театра Лентовского «Скоморох» здание бывшего цирка Гинне на Воздвиженке, выполнил для Нового театра декорации и костюмы к спектаклю «Полёт на Луну». В мае 1883 года он выступил оформителем поставленного Лентовским в рамках коронационных торжеств аллегорического шествия «Весна-Красна» — Шехтелем были придуманы сказочные персонажи, костюмы и бутафория. Шествие имело большой успех, и в том же году Лентовский издал эскизы к шествию в виде отдельного альбома, обложка которого была оформлена также Шехтелем. Работа Ф. О. Шехтеля в качестве оформителя шествия и альбома «Весна-Красна» стала первой крупной удачей начинающего художника. А. П. Чехов в иронической манере отозвался на успех друга в журнале «Осколки московской жизни»:
Про Лентовского можно целую книгу написать. Это замечательный человек. Когда он умрёт, ему непременно монумент поставят. <…> На днях вышел его альбом "Весна-Красна". <…> Альбом со всех сторон русский, но дело, надо полагать, не обошлось без вмешательства западных держав. Великолепная виньетка и таковые же рисунки подписаны неким Ф. Шехтель. Кто сей? Знаю я всех московских художников, но про Шехтеля не слыхал… Держу пари на 5 рублей (кредитными бумажками), что он иностранец. Во всяком случае, хвалю.
В том же году Шехтель работал для Лентовского над строительством открытого «Фантастического театра» в саду «Эрмитаж» и над декорированием Московского Манежа для проведения святочных гуляний «Иван-царевич», выполнил декорации и костюмы к постановкам «Лесной бродяга» и «Уриэль Акоста». В период 1884—1887 годов Шехтель построил для М. В. Лентовского театрально-увеселительный ансамбль «Кинь-Грусть» в парке Ливадия в Санкт-Петербурге, новый открытый театр «Антей» на 1700 мест в саду «Эрмитаж», выполнил проект театра «Скоморох» на Сретенке, оформил спектакли «Чёрт на Земле», «Путешествие в Африку», «Золотые яблоки или 43 качества заколдованной принцессы», «Курочка — золотые яички», «Мальчик-с-пальчик, или Людоед Лу-Лу» и ряд других. Помимо сотрудничества с М. В. Лентовским, Ф. О. Шехтель выполнял в описываемый период также декорации и костюмы по заказам главного сценографа Большого театра К. Ф. Вальца, включая декорации к постановке «Волшебной флейты» Моцарта. Относительная малоизвестность театральных работ Ф. О. Шехтеля объясняется, вероятно, воспоминаниями театрального деятеля и режиссёра, племянника Шехтеля Н. А. Попова:
Ф. О.  очень легко относился к своим театральным работам, ни с какой стороны не ценил своих эскизов и раздавал их по мастерским, не заботился об их сохранении. И большая часть исчезла бесследно.<…> Шехтель работал полушутя между чертёжным столом и бутылкой шампанского, работал как добродушный гуляка, разбрасывая кругом блески своей фантазии.
Третьей областью применения творческого дарования Шехтеля являлось занятие книжно-журнальной графикой, дизайном театральных афиш, торжественных адресов и меню. Вместе с Николаем и Антоном Чеховыми Франц Шехтель сотрудничал в ряде московских газет, в юмористических журналах «Будильник» и «Сверчок», в последнем Шехтель работал в качестве штатного художника. Свои работы Ф. О. Шехтель обычно подписывал псевдонимами — «Ф. Ш.» или «Финь-Шампань». По эскизам Франца Осиповича был оформлен сборник Чехова «Пёстрые рассказы», обложка которого, по воспоминаниям художника В. А. Симова, очень нравилась Антону Павловичу, обложка «Записок охотника» И. С. Тургенева и ряд других изданий. По мнению Е. И. Кириченко, эта сторона творческой деятельности Шехтеля «имеет не только историческое, но и самостоятельное художественное значение».
В 1880-х — начале 1890-х годов началась также преподавательская и общественная деятельность Шехтеля: в 1886 году он стал преподавателем основанных архитектором А. О. Гунстом «Классов изящных искусств»; в 1892 году был назначен почётным старшиной Московского Совета детских приютов; в том же году по просьбе А. П. Чехова участвовал в сборе средств в помощь пострадавшим от неурожая в Поволжье.
В 1880-е годы произошли изменения в личной жизни Шехтеля. В 1886 году он вместе с матерью переехал в дорогую квартиру на Тверской улице (№ 28) и устроил в арендованных дворовых строениях этого владения собственную мастерскую. 15 июля 1887 года Франц Осипович женился на Наталье Тимофеевне Жегиной — дочери его двоюродной сестры Екатерины Францевны и бывшего попечителя Т. Е. Жегина. В это же лето Шехтель был причислен в Московское Второй гильдии купечество. В апреле 1888 года у Шехтелей родилась дочь Екатерина, а в июле следующего года — сын Борис. В 1889 году Шехтели переехали в уже упомянутый дом на Петербургском шоссе.

### 1890-е годы: готика и русский стиль
В 1892 году истёк срок аренды М. В. Лентовским сада «Эрмитаж», в связи с чем прекратилось и сотрудничество с ним Ф. О. Шехтеля. С 1893 года творчество Шехтеля практически целиком было посвящено архитектуре. Стилевое разнообразие, характерное для архитектурного творчества Шехтеля предыдущих лет, сменилось в 1890-х годах доминированием проектов в стиле готики и русском стиле.
Подавляющая часть работ зодчего 1890-х годов в русском стиле представляла собой временные деревянные сооружения и до настоящего времени не сохранилась. Среди этой группы сооружений выделяется комплекс выполненных для Москвы и Нижнего Новгорода работ в рамках коронационных торжеств 1896 года. Для московских торжеств по проекту архитектора был построен царский павильон на станции Одинцово, оформлена площадь Тверской заставы, павильон города на Триумфальной площади. Для Нижнего Новгорода, где проводилась приуроченная к коронации Всероссийская художественно-промышленная выставка, были отделаны интерьеры Главного дома Нижегородской ярмарки, сооружены въездная башня, арка-корабль, царская пристань, витрины многочисленных мануфактур, ряд других построек.
Исключениями из массы временных сооружений в «русском» стиле являются нереализованный проект Народного дома и церковные постройки тех лет. Составленный в 1897 году по просьбе А. П. Чехова проект Народного дома предусматривал строительство эллипсовидного в плане здания, включавшего в себя театр, библиотеку, читальню, аудитории для занятий, лекторий, магазины и чайные. Фасад дома был запроектирован Шехтелем в формах, в общих чертах воссоздававших образцы ярославско-ростовского зодчества второй половины XVII века. Архитектурно-планировочные приёмы, использованные зодчим при проектировании Народного дома, получили в том же году развитие в проектах типовых деревянных народных театров, работая над которыми архитектор стремился найти архитектурный образ театрального здания нового типа — компактного и вместительного, рассчитанного на однородную публику.
Церковные проекты Шехтеля 1894—1898 годов объединяет обращение к византийской архитектурной традиции, а также использование в интерьерах храмов мотивов росписей Владимирского собора в Киеве. Список основных церковных работ этих лет включает в себя убранство церкви Иоанна Предтечи на Пятницкой улице, отделку и иконостас церкви Пимена Великого в Новых Воротниках на Селезнёвской улице, живопись и отделку церкви Данилова монастыря, реализованные проекты церкви Спаса Всемилостивого в Иваново и трапезной церкви Рождественского монастыря в Москве. Проект отделки интерьеров церкви Пимена Великого и проект Народного дома создавались зодчим практически одновременно, в обеих работах Шехтель обращался к национальной художественной традиции. Однако, в отличие от Народного дома, который был выполнен в традиционном стиле, росписи церкви Пимена Великого стали одним из первых произведений выполненных в России в стиле модерн. По мнению Е. И. Кириченко, работа Шехтеля по отделке интерьера церкви Пимена Великого положила начало развитию в церковном искусстве романтического направления неорусского стиля.
В отличие от русского стиля, проектируя в котором Шехтель мастерски интерпретировал образцы архитектуры прошлого, готические проекты зодчего стали оригинальным явлением, символом поиска новых средств художественной выразительности, преодоления историзма и стилизаторства. При возведении построек в готическом стиле Шехтель, по мнению Е. И. Кириченко, выступил новатором, чьё главное открытие заключалось в применении при проектировании городских зданий принципов, сложившихся в архитектуре загородных домов и усадеб.
Поворотным моментом в творческой биографии Шехтеля стала постройка им в 1893 году в стиле «английской готики» особняка З. Г. Морозовой (С. Т. Морозова) на Спиридоновке. В проекте особняка Шехтель отошёл от распространённой в то время фронтально-фасадной композиции городских построек, поставив здание посреди участка с отступом от красной линии улицы. Архитектор придал одинаковую художественную выразительность не только главному, но и всем другим фасадам здания. Новаторство Шехтеля выразилось не только при построении пространственной композиции особняка, но и при проектировании планировки здания: все помещения организованы вокруг своеобразного «ядра» — парадной лестницы. При проектировании особняка архитектор впервые применил характерный для его последующего творчества приём намеренного укрупнения отдельных декоративных деталей и увеличению высоты помещений, чем достигалась монументальность постройки. Шехтель первым из архитекторов привлёк к оформлению интерьеров начинающего художника М. А. Врубеля, который оформил малую готическую гостиную особняка тремя панно «Утро», «Полдень» и «Вечер», выполнил скульптуру «Роберт и Бертрам» для парадной лестницы и сделал рисунок витража с изображением рыцаря на коне. Новаторские приёмы, применённые зодчим при проектировании особняка Морозовой, позволяют некоторым искусствоведам и исследователям архитектуры прямо называть эту постройку Шехтеля шедевром и одним из лучших образцов городских усадеб.
Помимо особняка З. Г. Морозовой в то время по проектам Шехтеля были сооружены «готический» особняк М. С. Кузнецова на Первой Мещанской улице, комплекс построек дачи И. В. Морозова в Петровском парке, собственный дом архитектора в Ермолаевском переулке, отделаны интерьеры особняков А. В. Морозова в Подсосенском переулке (также совместно с М. А. Врубелем) и особняк П. И. Харитоненко на Софийской набережной. В этих проектах зодчий постепенно отходит от стилевого прототипа — английской готики, упрощает архитектурную композицию, намеренно укрупняет детали и отказывается от излишнего декора. По мнению исследователя жизни и творчества Шехтеля Л. В. Сайгиной, «готические» постройки Шехтеля после особняка Морозовой являются отработкой стиля и принципов, найденных им при проектировании этого особняка. По воспоминаниям помощника Шехтеля, архитектора и искусствоведа И. Е. Бондаренко, именно «готические» особняки принесли Францу Осиповичу известность, вызвали появление большого количества последователей и подражателей .
Важным событием в творческой биографии зодчего стало получение им 26 января 1894 года Свидетельства Техническо-Строительного комитета МВД на право производить работы по гражданской строительной и дорожной частям. В качестве экзаменационной работы Шехтелем был представлен проект дома З. Г. Морозовой, объём графики которого составил более 700 листов. Выданное Свидетельство особо подчёркивало, что оно «не может служить для означенного лица видом на жительство и не даёт ему право именовать себя Инженером или Архитектором». С этого времени право Шехтеля на составление самостоятельных проектов и ведение строительства было подтверждено официально, свои проекты Франц Осипович стал подписывать как «техник архитектуры», а основным местом его архитектурных работ стала Москва.
В январе 1895 года Ф. О. Шехтель был принят в Московское архитектурное общество (МАО), членом которого он оставался более 30 лет. В мае того же года семью Шехтель постигла утрата — умер сын Борис. В связи с этим событием Ф. О. Шехтель оформил участок на Ваганьковском кладбище и соорудил на нём семейное надгробие, где позднее были похоронены многие члены семьи Шехтелей, включая самого архитектора. Вероятно, со смертью сына связана также продажа в июне 1895 года дома на Петроградском шоссе и переезд семьи в дом № 28 на Тверской улице, где Франц Осипович жил с матерью до женитьбы и во дворе которого находилась мастерская зодчего. В 1896 году Шехтели переезжают во вновь построенный в готическом стиле дом в Ермолаевском переулке, новоселье в котором было приурочено к 10-летию женитьбы архитектора. С этого же года начинается преподавательская деятельность Франца Осиповича в Строгановском училище, штатным преподавателем которого он был утверждён с 1898 года.

### 1900-е годы: модерн
Перелом от готики к модерну произошёл в 1900 году. Весной Шехтель выполнил проект здания типографии А. А. Левенсона в Трёхпрудном переулке, выдержанный в формах любимой им готики, но уже в конце года, когда завершалась постройка этого сооружения, он создал внутреннюю лестницу в совершенно иной манере. Что же произошло в творческой биографии мастера в процессе перестройки этого сооружения?
14 апреля 1900 года в Париже открылась Всемирная выставка, почти на целый год взбудоражившая художественную среду всей Европы. Шехтель был награждён за участие в ней серебряной медалью.
После постройки особняка Морозовой Шехтель стал популярным и востребованным архитектором и много строил. Ряд зданий — таких, как павильоны русского отдела на Международной выставке в Глазго (1901 г.) и композиционно-стилистически варьирующий их московский Ярославский вокзал (1902 г.), — был решён в «неорусском» духе. В любом случае, Шехтель весьма свободно трактовал старинные прототипы, стилизуя их с учётом современных требований. Зачастую облик здания строился на причудливом контрасте геометричной тектоники и беспокойного декора, как бы живущего собственной ирреальной жизнью (как в особняке С. П. Рябушинского на Малой Никитской).
В 1901 году для получения звания академика Фёдор Осипович подал в Императорскую Академию художеств список своих построек, который к тому времени состоял из 45 крупных реализованных проектов. После создания архитектором ансамбля российских павильонов на Международной выставке в Глазго, Шехтель был удостоен почётного звания академика архитектуры. Архитектурный образ павильонов (Центрального, Сельскохозяйственного, Лесной промышленности и Горного дела) был решён архитектором в зависимости от их тематики и назначения. Архитектору удалось создать живописную композицию свободно стоящих строений с выразительными архитектурными деталями и изысканной цветовой гаммой. Шехтель считал ансамбль на Международной выставке в Глазго своим лучшим произведением:
Эти постройки, в которых я старался придать русскому стилю суровость и стройность северных построек, мне милы более моих других произведений. Для меня это мой девиз.
Служил преподавателем в Училище изящных искусств А. О. Гунста.
Являлся участником выставки «Архитектуры и художественной промышленности Нового стиля» в Москве (1902—1903 гг.).
Среди других значительных работ Шехтеля — особняк А. И. Дерожинской в Кропоткинском переулке, 13 (1901), Особняк П. П. Смирнова на Тверском бульваре, 18 (1901—1906), дом «Московского общества страхования от огня» и гостиница «Боярский двор» на Старой площади (1901), перестройка Художественного театра (1902 г.) (собственно, именно благодаря Шехтелю он обрёл свой «фирменный» дизайн), банк «Товарищества мануфактур» П. М. Рябушинского на Биржевой площади (1903—1904), Доходный дом Строгановского художественно-промышленного училища (1904—1906 гг.), типография П. П. Рябушинского «Утро России» в Большом Путинковском переулке (1907—1909 гг.), торговый дом Купеческого общества в М. Черкасском переулке (1909 г.), кинотеатр «Художественный» на Арбатской площади (1912 г.), здание Русского Торгово-Промышленного Банка в Нижнем Новгороде (1913—1916). В последних трёх случаях артистический изыск уступил место так называемому «рациональному модерну» — с более скупым декором и строгой пластикой стен. Данью памяти А. П. Чехова стали возведённые по проекту Шехтеля библиотека и музей писателя в городе Таганроге (1914 г.).
Среди нестоличных проектов архитектора можно отметить старообрядческую Белокриницкую церковь Троицы со сторожкой в Балаково Самарской губернии, построенную по заказу купцов братьев Мальцевых. Эта церковь — прекрасный образец национально-романтического варианта модерна — неорусского стиля. Шехтель получил право постройки этой церкви, победив в 1909 году в конкурсе Московского архитектурного общества, в котором, кстати, участвовали и будущие лидеры советской архитектуры, студенты Института гражданских инженеров Виктор и Александр Веснины (они получили за свой проект третью премию). Зодчий предложил Анисиму Мальцеву проект храма на 1200 молящихся с просвирней и оградой. Идея была одобрена, и всего через два года на высоком берегу реки Балаковки в завершении Амбарной площади поднялось фантастическое сооружение из бетона и камня. Журнал «Зодчий» за 1911 год поместил заметку о строительстве церкви Шехтеля в селе Балаково.
Возведённая в Иваново-Вознесенске великолепная Спасская церковь в византийском стиле была выстроена на средства фабриканта А. И. Гарелина, наблюдение за строительством проводил архитектор П. Г. Беген. В 1900 году храм заложили, а освятили постройку 30 октября 1903 года. В оформлении фасадов церкви Ф. О. Шехтель использовал византийские тройные арочные окна, разделённые полуколоннами. Храм завершался пятью шлемовидными куполами на гранёных барабанах. Стены украшали мозаичные орнаменты.

### 1910-е годы: неоклассицизм и неорусский стиль
В конце 1900-х — начале 1910-х годов в творчестве архитектора появляются рационалистические черты и ретроспективистские тенденции, большая однотипность и простота используемых образов. В качестве примеров переосмысления классического наследия в творчестве Шехтеля в этот период можно назвать собственный дом архитектора на Большой Садовой улице (1909), выставочное здание в Камергерском переулке (1914—1915) и библиотеку-музей А. П. Чехова в Таганроге (1910).
Шехтель являлся одним из основателей Московского литературно-художественного кружка (1899 г.); с 1901 года член, а с 1906 по 1922 гг. был бессменным председателем Московского архитектурного общества (МАО), участник всех состоявшихся в России с 1892 по 1912 гг. архитектурных съездов. С 1908 г. состоял членом комитета по устройству международных конгрессов архитекторов. Почётный член Общества британских архитекторов, архитектурных обществ Рима, Вены, Глазго, Мюнхена, Берлина, Парижа.
1 сентября 1915 года Франц-Альберт Шехтель перешёл из католичества в православие и принял новое имя — Фёдор, с которым и вошёл в историю русской архитектуры. Миропомазание Шехтеля состоялось в православной церкви Святого Ермолая на Козьем болоте (не сохранилась, стояла на месте сквера между домами № 6 и 8 на Большой Садовой улице). В это же время сын Ф. О. Шехтеля Лев взял фамилию матери — Жегин.

### Советский период жизни архитектора
К 1917 году работы для архитекторов в Москве практически не осталось. Фёдор Осипович, который оказался в это время единственным кормильцем семьи, сосредоточился на разработке платных лекций, которые читал в помещениях Московского архитектурного общества и других аудиториях. Летом того же года Шехтелю удалось найти покупателя на свой особняк на Большой Садовой, после чего семья поселилась в небольшом арендованном доме на Первой Брестской улице, 59. Архитектор рассматривал варианты переезда из Москвы, просил М. П. Чехову подыскать ему жильё в Крыму, однако уехать Шехтелю не удалось, о чём он позднее сожалел. Уже осенью Шехтелю вновь пришлось решать вопрос с жилищем: дом на Первой Брестской был реквизирован, и Фёдор Осипович вместе с женой и старшей дочерью Катей был вынужден переехать на квартиру дочери Веры и зятя Г. Д. Гиршенберга (Малая Дмитровка, 25, кв. 22). Часть обширной коллекции и библиотеки Шехтеля была перевезена в помещения МАО, а некоторая мебель была продана за полцены для покрытия семейных расходов.
В 1918 году Шехтель возобновил преподавательскую деятельность: получив должность профессора во ВХУТЕМАСе, подготовил ряд лекций по истории искусства, включая «Микеланджело и Рафаэль» и «Сказку о трёх сёстрах: Архитектуре, Скульптуре, Живописи и их взаимоотношении в эволюции искусства», преподавал композицию в старших классах. Параллельно зодчий занимался перестройкой касс, магазина, оркестровой ямы и другими ремонтными работами в здании МХТ. В том же году он получил приглашение принять участие в крупном для того времени проекте «Иртур» (Ирригация Туркестана), который предусматривал расширение уже существовавшей сети орошения, проектирование общественных и жилых зданий. Шехтель активно занимался проектом вплоть до начала 1920 года, когда «Иртур» был ликвидирован. К периоду 1917—1920 годов относятся также проект Болшевского оптического завода по заказу Главстекла, проекты нескольких санаториев в Подмосковье и в Крыму.
В конце 1920 года Ф. О. Шехтель возглавил вновь созданную Художественно-производственную комиссию Научно-технического отдела Высшего Совета народного хозяйства (ХПК НТО ВСНХ), основной задачей которой стала организация мероприятий по внедрению художественных решений в различных отраслях промышленности. В состав комиссии по предложению Шехтеля был включён ряд видных архитекторов, художников и преподавателей ВХУТЕМАСа. По инициативе Фёдора Осиповича комиссией был составлен словарь терминов по художественной промышленности; организовано проведение в Научно-техническом клубе цикла лекций по теме «Искусство в производство»; основан фонд даров комиссии, в который был передан ряд ценных художественных работ, включая графику самого Шехтеля. В проводимых ХПК конкурсах на составление эмблем профсоюзов, новых шрифтов и плакатов приняли участие многие известные художники. По оценке Л. В. Сайгиной, деятельность возглавляемой Ф. О. Шехтелем Художественно-производственной комиссии оказала историческое влияние на формирование новых жанров революционного искусства — агитационного фарфора, графики и текстиля.
После прекращения в январе 1922 года деятельности комиссии, Ф. О. Шехтель некоторое время работал в Главкустпроме. В том же году Фёдор Осипович возглавил выставочный комитет Общества друзей Музея им. Антона Павловича Чехова, в задачу которого входила организация выставки памяти писателя. Несмотря на то, что по экономическим причинам выставка не состоялась, Шехтель на протяжении ряда лет оставался членом общества, участвовал в его заседаниях, работал над мемуарами об А. П. Чехове. В июне 1922 года на заседании МАО, посвящённом чествованию 15-летнего пребывания Шехтеля на посту Председателя Общества, Фёдор Осипович по его просьбе был освобождён от занимаемой должности.
В начале 1923 года Шехтель принял активное участие в подготовке к празднованию 100-летия со дня открытия Малого театра. Он был избран членом Юбилейной комиссии, вошёл в качестве представителя МАО в состав Комитета по перестройке здания театра, а также стал членом Комиссии по сооружению памятника А. Н. Островскому. Шехтель разработал памятный знак Малого театра, праздничный жетон, виньетка для брошюры, программы, выполнил ряд других работ. Кроме того, архитектор провёл обследование театрального здания и составил проект его реконструкции и необходимые сметы, однако к работе по перестройке привлечён не был. В рамках деятельности Комиссии по сооружению памятника Островскому, Шехтель составил проект подземных сооружений и архитектурной части памятника. Архитектурно-строительные работы по возведению постамента были выполнены уже после смерти Шехтеля в 1926—1929 годах архитектором И. П. Машковым.
В том же году Фёдор Осипович участвовал в подготовке и проведении Всероссийской сельскохозяйственной и кустарно-промышленной выставки. Шехтель являлся председателем жюри конкурса на художественный плакат, в результате проведения которого было найдено образное решение выставки. По его проекту на территории выставки был сооружён Туркестанский павильон (совместно с художником В. Развадовским), ставший последней реализованной работой зодчего. В 1923 году были также выполнены проекты памятника 26-ти бакинским комиссарам, крематория для Петрограда и ряд других. Шехтелем было инициировано создание Музея МХАТ, куда он передал свои чертежи проекта осуществлённой в 1902 году перестройки здания в Камергерском переулке. Кроме того, архитектором в том же году были заново выполнены проект фасада с надписью нового названия театра «МХАТ», серия эскизов для обновления его эмблемы, дизайна билетов и афиш, униформы служащих.
Составленный Ф. О. Шехтелем в 1924 году в связи со смертью В. И. Ленина конкурсный проект Мавзолея имеет вид египетской пирамиды. Проект не был осуществлён, однако Е. И. Кириченко отмечает сходство предложенного Шехтелем образного решения сооружения с реализованным проектом мавзолея А. В. Щусева, который также взял за основу образцы пирамид древней Мексики. С 1 декабря 1924 года Шехтель состоял в должности заведующего архитектурным подотделом при Государственном Днепровском строительстве — проектной организации ДнепроГЭСа. К марту следующего года зодчим был выполнен проект плотины электростанции, велась разработка вариантов плотинных башен, шлюзов, мостов, других сооружений и конструкций. В мае 1925 года Ф. О. Шехтель уволился из штата Днепростроя по состоянию здоровья, однако договорился о продолжении проектирования ГЭС по отдельным соглашениям. В октябре здоровье Фёдора Осиповича ухудшилось настолько, что он вынужден был провести полгода в постели, практически не работая и оставшись без средств к существованию. Шехтель смог вернуться к выполнению чертежей по заданиям Государственного Днепровского строительства лишь в апреле 1926 года. За неполный год сотрудничества с Днепростроем зодчий представил чертежи по 26 заданиям, среди которых были проект машинного здания ГЭС, моста через Днепр, ситуационный план города эксплуатационников с придуманным самим архитектором названием «Элетрополь», ряд других проектных решений.

### Смерть
Назначенной Шехтелю весной 1926 года по ходатайству А. В. Луначарского персональной пенсии в 75 рублей на содержание семьи не хватало. Тяжелобольной и не имеющий работы Фёдор Осипович пытался продать часть имущества, чтобы прокормить жену и дочь. Вероятно, незадолго до кончины в одном из последних писем Шехтель обратился к издателю И. Д. Сытину с просьбой купить свою уникальную коллекцию живописи и скульптуры:

Моя жена стара и немощна, дочь больная (туберкулёз лёгких) и чем она будет существовать — я не знаю — нищенствовать при таких ценностях — это более чем недопустимо. Продайте всё это в музеи, в рассрочку даже, но только чтобы они кормили жену, дочь и сына Льва Фёдоровича. <…>
Я строил всем Морозовым, Рябушинским, фон Дервизам и остался нищим. Глупо, но я чист.

В мае зодчий переехал вместе с семьёй на арендованную дачу в Петровско-Разумовское (Новое шоссе, 23). На этой даче Фёдор Осипович Шехтель скончался от рака желудка 7 июля 1926 года. Отпевание Шехтеля прошло в церкви Святого Ермолая на Козьем болоте, в которой десятилетием ранее Фёдор Осипович принял православие. Ф. О. Шехтель был похоронен в Москве на Ваганьковском кладбище (участок 15) на территории фамильного захоронения, надгробие которого было сооружено по проекту зодчего в 1895 году.

## Семья
Фёдор Шехтель был женат на своей двоюродной племяннице Наталье Тимофеевне Жегиной (1861—1938). У них было четверо детей: Екатерина, Борис, Вера и Лев.
- Старшая дочь Екатерина (Китти, как её звали в семье) (1888—1968) замужем не была, посвятила себя ведению домашнего хозяйства[134].
- Сын Борис (1890—1895) умер в юном возрасте[94].
- Младшая дочь Вера (в первом браке Гиршенберг[135], во втором Тонкова, 1896—1958)[94] — художник-оформитель, в ранней юности участница движения футуристов, возлюбленная Владимира Маяковского. В 1918 году вышла замуж за сотрудника мастерской отца, архитектора Генриха (Израиля-Герша) Давидовича Гиршенберга (1885—1955), уроженца Лодзи, брата художников Самуила и Льва[пол.] Гиршенбергов[108]. В 1919 году у них родилась дочь Марина (впоследствии театральный художник М. С. Лазарева-Станищева). После вынужденной эмиграции мужа по политическим мотивам в 1923 году супруги были заочно разведены. В 1924 году Вера Шехтель повторно вышла замуж за учёного секретаря Госплана СССР Сергея Васильевича Тонкова[136]. От второго брака в 1932 году родился сын Вадим, впоследствии заслуженный артист России, ставший известным в образе Вероники Маврикиевны[137][138].
- Младший сын, Лев Фёдорович Жегин (1892—1969, с 1915 года носил фамилию матери)[94] — живописец и теоретик искусства, один из учредителей творческого объединения «Маковец». Наиболее значительный теоретический труд Льва Жегина — «Язык живописного произведения» — был опубликован лишь после его смерти[139][140].

Потомки Шехтеля проживают в Москве.

## Оценки творческого наследия архитектора
Искусствовед Е. И. Кириченко отметила: «Шехтель был в числе непосредственных создателей нового языка архитектуры, новой системы. Его творчество — одна из вершин первого этапа современной архитектуры, известного в России под названием „модерн“».
Искусствовед и архитектурный критик Д. Е. Аркин:
Можно без преувеличения сказать, что в лице Шехтеля русский модернизм нашёл едва ли не единственного яркого и действительно одарённого зодчего. <…> Влияние Шехтеля на русскую архитектуру было бесспорно значительным и отход современного строительства от идей и форм "модерна" не обесценил того большого вклада, который внёс в нашу строительную культуру этот крупный зодчий, отличавшийся неизменно смелой самостоятельностью своих исканий и замыслов.

## Память
- В 1987 году (по другим данным — в 1991 году[142]) в честь Ф. О. Шехтеля была названа малая планета № 3967 — «Shekhteliya», открытая сотрудником Крымской астрофизической лаборатории Л. И. Черных в 1976 году[130].
- В 2015 году Банком России выпущена серебряная монета номиналом 25 рублей в серии «Архитектурные шедевры России», посвященная Ярославскому вокзалу, и на ней запечатлен Шехтель[143].
- В мае 2016 года безымянный проезд в Москве между Большой Садовой улицей и Ермолаевским переулком, параллельный Большому Козихинскому переулку, назван аллеей Архитектора Шехтеля[144]. Вблизи аллеи расположено пять зданий, связанных с архитектором, в том числе два его личных особняка.
- Памятник-бюст Ф. Шехтелю установлен около входа в Ярославский вокзал (со стороны Комсомольской площади).

## Список проектов и построек Ф. О. Шехтеля
На сегодняшний день известно о более чем 210 архитектурных работах зодчего, большинство из которых были разработаны и осуществлены в Москве и Подмосковье. Около 86 возведённых по проектам Ф. О. Шехтеля сооружений сохранились. Большинство из сохранившихся построек находятся под охраной государства в качестве объектов культурного наследия.

### Комментарии
1. ↑  Позднее альбом «Весна красна» выдержал ещё три издания, а в 2010 году в рамках празднования 150-летия Ф. О. Шехтеля Государственным научно-исследовательским институтом им. А. В. Щусева было выпущено репринтное издание альбома.
2. ↑  Первый том был закончен Шехтелем к 1926 году. Мемуары не сохранились. (см. Федина М., Кириченко Е., Сайгина Л. и др. Архитектурная сказка Фёдора Шехтеля: к 150-летию со дня рождения Мастера. — М.: Русский импульс, 2010. — С. 182. — 264 с.)
3. В некоторых источниках дата смерти Шехтеля указана неверно (26.06.1926 г.):
  - Кириченко Е. И. Федор Шехтель. — М.: Стройиздат, 1973. — С. 130. — 141 с.
  - Кириченко Е. И. Ф. Шехтель // Зодчие Москвы. — М.: Московский рабочий, 1981. — С. 287. — 302 с.
  - Зодчие Москвы времени эклектики, модерна и неоклассицизма (1830-е — 1917 годы): илл. биогр. словарь / Гос. науч.-исслед. музей архитектуры им. А. В. Щусева и др. — М.: КРАБиК, 1998. — С. 273. — 320 с. — ISBN 5-900395-17-0.
4. Сам Шехтель, по выражению Е. И. Кириченко, «феноменально неточен в датах»: в разных автобиографичных документах он указывал разные годы рождения — 1859, 1860, 1862 и 1863 (см. Федина М., Кириченко Е., Сайгина Л. и др. Архитектурная сказка Фёдора Шехтеля: к 150-летию со дня рождения Мастера. — М.: Русский импульс, 2010. — С. 121. — 264 с. — ISBN 978-5-902252-46-2.)
5. В ряде источников местом рождения Шехтеля неверно называется Саратов:
  - Кириченко Е. И. Ф. Шехтель // Зодчие Москвы. — М.: Московский рабочий, 1981. — С. 276. — 302 с.
  - Самин Д. К. Федор Осипович Шехтель (1859—1926) // 100 великих архитекторов. — М.: Вече, 2000. — С. 368. — 592 с. — ISBN 5-7838-0721-4.

Указанные в статье дата и место рождения архитектора — 26 июля (7 августа) 1859, Санкт-Петербург — подтверждены архивными документами и новыми данными, полученными исследователями жизни и творчества архитектора А. Е. Мушты, Е. И. Кириченко и Л. В. Сайгиной.
6. А. Е. Мушта указывает, что Свидетельство об окончании училища Ф. Шехтель получил позднее, уже после переезда в Москву. Однако, из найденных Е. И. Кириченко архивных документов следует, что Свидетельство было выдано сразу по окончании обучения, а после переезда в Москву (30.10.1880 г.) Шехтель получил его копию (см. Федина М., Кириченко Е., Сайгина Л. и др. Архитектурная сказка Фёдора Шехтеля: к 150-летию со дня рождения Мастера. — М.: Русский импульс, 2010. — С. 109, 122. — 264 с. — ISBN 978-5-902252-46-2.)

### Биографии
- Кириченко Е. И. Федор Шехтель. — М.: Стройиздат, 1973. — 141 с.
- Кириченко Е. И. Ф. Шехтель (1859—1926) // Зодчие Москвы. — М.: Московский рабочий, 1981. — С. 276—287. — 302 с.
- Кириченко Е. И. В начале пути (О раннем творчестве Ф. Шехтеля) // Куранты. — М., 1987. — № 2. — С. 247—251.
- Кириченко Е. И., Сайгина Л. В. Романтический зодчий модерна Фёдор Шехтель. — М.: Юкос-Менатрон, 2000. — 332 с.
- Киниченко Е. И. Шехтель Ф. О. Жизнь. Образы. Идеи. — М.: Прогресс-Традиция, 2011. — 360 с., ил. — ISBN 978-5-89826-374-4.
- Мушта А. Отрочество Шехтеля // Памятники Отечества: Сердце Поволжья. — Саратов: Памятники Отечества, 1998.
- Мушта А. Шехтель: саратовские странички // Тектоника плюс. — 2009. — № 7—8. — С. 30—49.
- Федина М., Кириченко Е., Сайгина Л. и др. Архитектурная сказка Фёдора Шехтеля: к 150-летию со дня рождения Мастера. — М.: Русский импульс, 2010. — 264 с. — ISBN 978-5-902252-46-2.
- Фёдор Шехтель и эпоха модерна / Есаулов Г. В., Соловьев Н. К. — М.: Архитектура- С, 2009. — 248 с. — ISBN 978-5-9647-0184-2.
- Нащокина М. В. Архитекторы московского модерна. Творческие портреты. — 3-е изд. — М.: Жираф, 2005. — С. 447—478. — 2500 экз. — ISBN 5-89832-043-1.
- Сайгина Л. Чародей русского модерна // Наука и жизнь. — М., 2009. — № 8. — С. 132—147.
- Васькин А. А. Русские архитекторы. Федор Осипович Шехтель (1859—1926) // Актуальные проблемы современной науки. — М., 2008. — № 1. — С. 14—18.
- Архитектор Ф. О. Шехтель. К 150-летию со дня рождения / Демкина С. М. — М.: ИМЛИ РАН, 2009. — 80 с. — 5000 экз. — ISBN 978-5-9208-0331-3.
- Мушта А. Родная земля зодчего // Годы и люди. Вып. 3. — Саратов: Годы и люди. Вып.3., 1988. — 240 с.
- Ф. О. Шехтель и проблемы истории русской архитектуры конца  XIX – начала   XX веков / Кажусь И. А.. — М.: ЦНИИПградостроительства, 1988. — 113 с.
- Самин Д. К. Федор Осипович Шехтель (1859—1926) // 100 великих архитекторов. — М.: Вече, 2000. — С. 368—375. — 592 с. — ISBN 5-7838-0721-4.
- Зодчие Москвы времени эклектики, модерна и неоклассицизма (1830-е — 1917 годы): илл. биогр. словарь / Гос. науч.-исслед. музей архитектуры им. А. В. Щусева и др. — М.: КРАБиК, 1998. — С. 273—277. — 320 с. — ISBN 5-900395-17-0.
- Белютин Э., Молева Н. Этот «чудесный наш Финь-Шампань!» : Федор Осипович Шехтель (1859—1926) // Москва. — 2003. — № 3. — С. 200—205.

### Проекты и постройки Шехтеля
- Архитектор Федор Шехтель: Павильоны, банки, дома, храмы эпохи эклектики и модерна / Коллекция Музея архитектуры им. А. В. Щусева. Вып. 5. — М.: Кучково поле, 2017. — 328 с., ил.
- Кириченко Е. И. и др. Архитектурное наследие Федора Шехтеля в Москве. — М.: Издательский дом Руденцовых, 2009. — 360 с. — ISBN 5-7461-0179-6.
- Кириченко Е. И. Большая Садовая улица, 4. — М.: Московский рабочий, 1989. — 80 с.
- Кириченко Е. И. Здание Московского художественного театра // Юный художник. — 2009. — № 1. — С. 8—13.
- Кириченко Е. И. Театральные работы Ф. О. Шехтеля 1880-х годов в музеях Москвы // Музей 10. Искусство русского модерна. — М.: Советский художник, 1989. — С. 162—173. — 272 с. — ISBN 5-269-00074-1.
- Анисимов А. В. Театры Москвы: Время и архитектура. — М.: Московский рабочий, 1984. — С. 49—52. — 176 с.
- Васькин А. А. Памятники истории и архитектуры Москвы. Ярославский вокзал // Актуальные проблемы современной науки. — М., 2008. — № 1. — С. 9—13.
- Орельская О. В. Шехтель в Нижнем Новгороде // Архитектура СССР. — 1983. — № 1. — С. 46—50.
- Сайгина Л. В. Особняк А. И. Дерожинской в Москве (к проблеме незавершённости памятника модерна) // Жилищное строительство. — 1998. — № 7.
- Датиева Н. С. О домах Саввы и Зинаиды Морозовых в Арбатской части Москвы // Морозовы и Москва / Труды юбилейной научно-практической конференции «Морозовские чтения». — М., 1998.
- Марченков А. М., Чернухина В. Н., Кириченко Е. И. Улица Качалова, 6/2. — М.: Московский рабочий, 1990. — 96 с.
- Сафонцева Н. И. По проекту архитектора Ф. О. Шехтеля. В сб. «Архитектурное наследие и реставрация». — М.: Росреставрация, 1990. — С. 186—202.
- Коронационный сборник 14 мая 1896 года: С соизволения Его Императорского Величества Государя Императора: в 2 т.: в 4 кн. / Под ред. В. С. Кривенко
- Бащенко Р. Д. Богаевский К. Ф. — М.: Изобразительное искусство, 1984. — С. 15—25. — 296 с.
- Записки Московского архитектурного общества / Ред. Курдюков Н. С. — М.: 1905—1909. Т. 2. Вып. 2. 1908: Шехтель Ф. О. О поездке на XVIII международный конгресс архитекторов в Вене.